# Ringe (Dania)
Ringe – miasto w Danii w regionie Dania Południowa, położone na wyspie Fionia. Jest centrum administracyjnym gminy Faaborg-Midtfyn, a w latach 1970–2006 gminy Ringe. W 2016 roku zamieszkane przez 5836 osób.
W mieście znajduje się stacja kolejowa na linii Svendborgbanen z Odense do Svendborga.